# Сан-Мартін-дель-Пімпольяр
Сан-Мартін-дель-Пімпольяр (ісп. San Martín del Pimpollar) — муніципалітет в Іспанії, у складі автономної спільноти Кастилія-і-Леон, у провінції Авіла. Населення — 235 осіб (2010).
Муніципалітет розташований на відстані близько 120 км на захід від Мадрида, 43 км на південний захід від Авіли.
На території муніципалітету розташовані такі населені пункти: (дані про населення за 2010 рік)
- Навальсаус: 23 особи
- Сан-Мартін-дель-Пімпольяр: 212 осіб

## Демографія
Динаміка населення (INE ):